# Laetitia Aoun
Laetitia Aoun (14 de abril de 2001) es una deportista libanesa que compite en taekwondo. Ganó una medalla de bronce en los Juegos Asiáticos de 2018 y una medalla de bronce en el Campeonato Asiático de Taekwondo de 2024.

## Palmarés internacional
| Juegos Asiáticos    | Juegos Asiáticos    | Juegos Asiáticos  | Juegos Asiáticos |
| Año                 | Lugar               | Medalla           | Categoría        |
| ------------------- | ------------------- | ----------------- | ---------------- |
| 2018                | Yakarta (Indonesia) | Medalla de bronce | –53 kg           |
| Campeonato Asiático |                     |                   |                  |
| Año                 | Lugar               | Medalla           | Categoría        |
| 2024                | Đà Nẵng (Vietnam)   | Medalla de bronce | –57 kg           |